# Arney (ort)
Arney är en ort i Storbritannien.   Den ligger i riksdelen Nordirland, i den västra delen av landet, 600 km nordväst om huvudstaden London. Arney ligger 61 meter över havet och antalet invånare är 114.
Terrängen runt Arney är platt åt nordost, men åt sydväst är den kuperad.Runt Arney är det glesbefolkat, med 16 invånare per kvadratkilometer. Närmaste större samhälle är Enniskillen, 7,5 km norr om Arney. Trakten runt Arney består i huvudsak av gräsmarker.